# فرماندهی منطقه جنوب غربی اقیانوس آرام
فرماندهی منطقه جنوب غربی اقیانوس آرام (انگلیسی: South West Pacific Area) به اختصار (SWPA) نام ستادی است که در خلال جنگ جهانی دوم جهت فرماندهی و سازماندهی نیروهای متفقین در جنوب غربی اقیانوس آرام (اقیانوسیه و جنوب شرقی آسیا) ایجاد شد.
هدف فعالیت آنها در مناطق فیلیپین، پاپوآ گینه نو، اندونزی، تیمور شرقی، جزایر سلیمان و استرالیا بود.
ژنرال داگلاس مک آرتور فرماندهی این ستاد را بر عهده گرفت.